# Xã Maidencreek, Quận Berks, Pennsylvania
Xã Maidencreek (tiếng Anh: Maidencreek Township) là một xã thuộc quận Berks, tiểu bang Pennsylvania, Hoa Kỳ. Năm 2010, dân số của xã này là 9.126 người.